# Мельников, Григорий Михайлович
Григорий Михайлович Мельников (25 января [7 февраля] 1916, Лух, Костромская губерния — 12 января 1994, Палех, Ивановская область) — русский художник, заслуженный художник РСФСР (1963), народный художник РСФСР (1976).

## Биография
В 1933 году окончил семилетнюю школу. После окончания в 1938 году Палехского художественного училища был призван в Красную Армию. Участник польского похода Красной армии (1939), советско-финской войны, Великой Отечественной войны.
После демобилизации в 1945 году, на протяжении многих лет работал в Палехском товариществе художников. В 1950 году был принят в Союз художников РСФСР.
В 1954—1970 годах — председатель правления Палехской организации Союза художников РСФСР. В 1970—1976 годах — директор Государственного музея палехского искусства.
Похоронен на кладбище в Палехе.

## Награды и звания
- Заслуженный художник РСФСР (26.12.1963)
- Орден Ленина (1971)
- Народный художник РСФСР (20.10.1976)
- Орден Отечественной войны 2-й степени (11.03.1985)